# Henry Edmund Holland

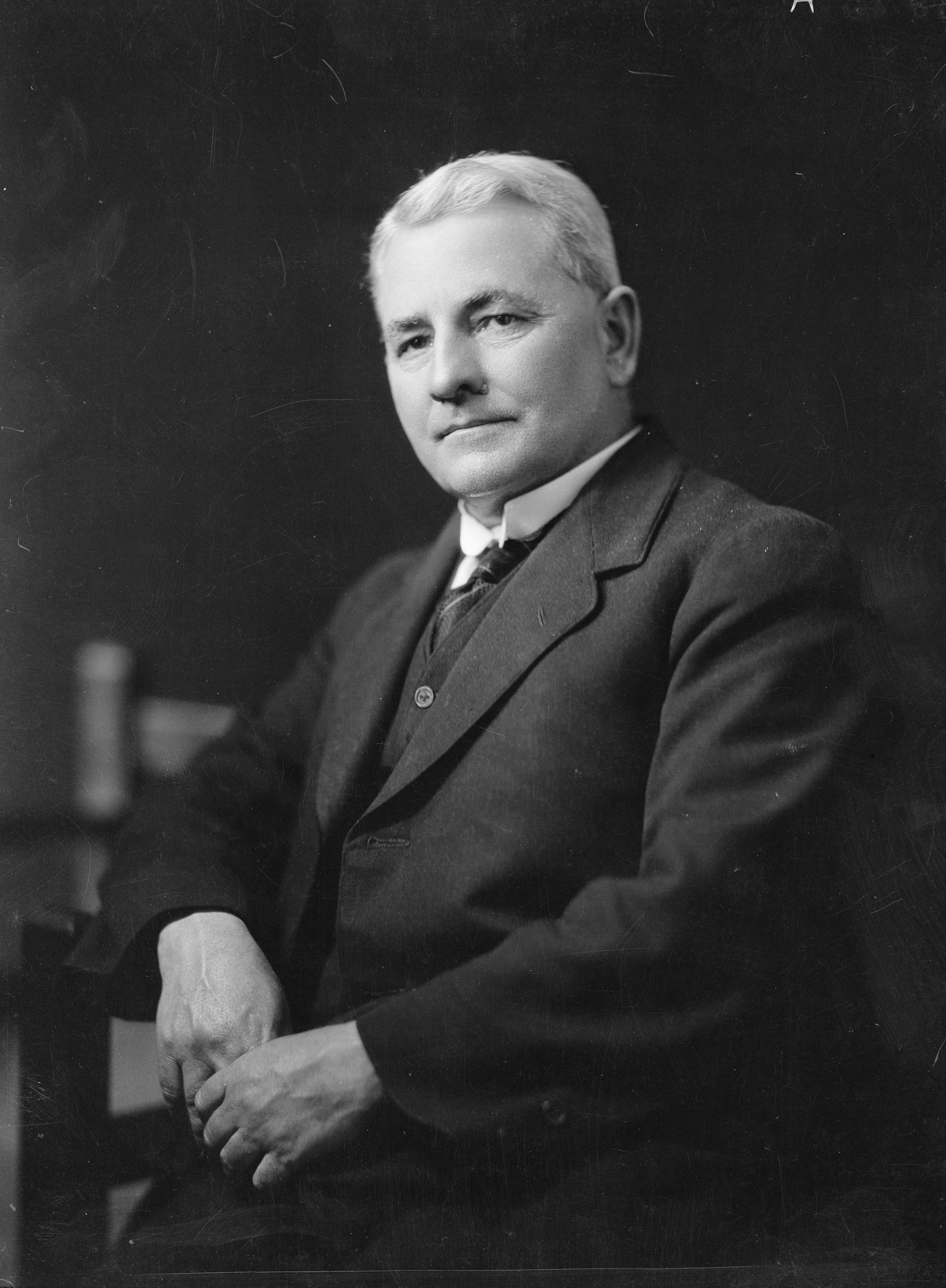
Henry Edmund Holland (ca. 1922)

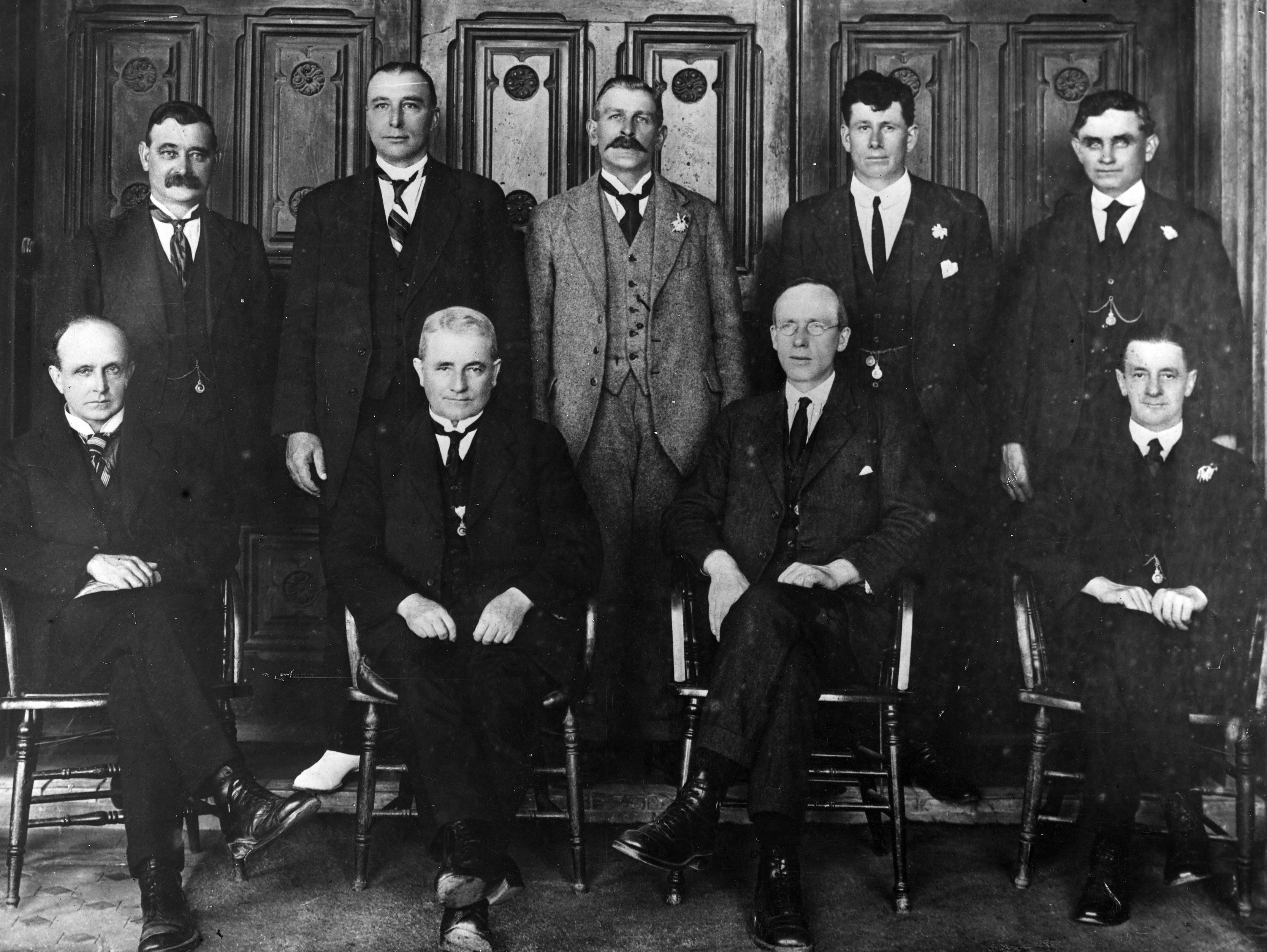
Holland, erste Reihe, 2. von links (1922)

Henry Edmund Holland (* 10. Juni 1868 in Ginninderra, New South Wales, Australien; † 8. Oktober 1933 in Huntly, in der Region Waikato, Neuseeland), in der Öffentlichkeit als Harry Holland bekannt, war ein Politiker der New Zealand Labour Party und ihr zweiter Parteiführer in den Jahren von 1919 bis 1933.

## Leben

### Australien
Henry Edmund Holland wurde am 10. Juni 1868 als zweiter Sohn des Farmers Edward Holland und seiner Frau Mary Chaplin in Ginninderra in New South Wales geboren. Bis zu seinem 10. Lebensjahr besuchte er die Elementary School und arbeitete auf einer Farm, bis er 14 Jahre alt wurde. Anschließend begann er eine Ausbildung als Schriftsetzer bei der Queanbeyan Times. Dort lernte er unter anderem die damaligen Realitäten der arbeitenden Bevölkerung kennen, lange Arbeitszeiten und einen unterdrückenden Arbeitgeber. Während dieser Zeit trat er der Heilsarmee in Queanbeyan bei. 1887 beendete er seine Ausbildung und zog auf Arbeitssuche nach Sydney, wo er seine spätere Ehefrau kennen lernte. Nach der Geburt des ersten Kindes wurde Holland arbeitslos und erfuhr neben den Entbehrungen auch die Kränkung seines Stolzes sowie Desillusionierung in Bezug auf seine religiöse Ausrichtung. Er verließ die Heilsarmee ohne seinem Glauben zu entsagen und wurde im Jahr 1892 aktives Mitglied der Australian Socialist League. Seine sozialistische Überzeugung und Ausprägung basierte weniger auf intellektueller Grundlage, umso mehr aber auf einer emotionaler Ebene, die ihre Sicht auf die Ungerechtigkeit und Degradierung von Menschen lenkte.
Holland, der zusammen mit seinem Freund Tom Batho eine Karriere als sozialistische Journalisten gestartet hatten, gründeten zusammen im Oktober 1894 den Sydney Socialist. Die aggressive Ausrichtung des Blattes brachte Holland im Jahr 1896 für drei Monate ins Gefängnis, da er sich weigerte sich für eine angebliche Verleugnung des Leiters des New South Wales Labour Bureau zu entschuldigen. Nach seiner Entlassung aus dem Gefängnis verlegte er die Zeitung nach Newcastle und benannte sie in Socialist Journal of the Northern People um. 1898 verließ Holland seine Partei, desillusioniert über die Reformbewegung in ihr. Im Jahr 1900 zog er dann mit seinem Blatt zurück nach Sydney und änderte den Namen der Publikation erneut, dieses Mal in The People.
1901 kandidierte Holland für die Socialist Labor Party of Australia, sowohl für den Bundessenat, als auch für einen Sitz in seinem Bundesstaat, doch erhielt nur wenig Unterstützung. Im Juli 1901 organisierte er die Tailoresses' Union of New South Wales (Gewerkschaft der Schneider) und führte sie im November in einen erbitterten Streik. Zwischen 1902 und 1906 gab er Arbeiterzeitungen in Grenfell und Queanbeyan heraus.
Ab 1906 begann sich das Arbeitsklima in Australasien rapide zu verschlechtern und Arbeitsunruhen nahmen zu. Im Februar 1907 kehrte Holland nach Sydney zurück, um seine neue Publikation, den International Socialist Review for Australasia herauszugeben und als sozialistischer Kandidat für das Parlament von New South Wales zu kandidieren. Doch er geriet damit in bittere Auseinandersetzungen zwischen den unterschiedlichen Fraktion der Sozialisten, zu denen er auch Anlass gab und sich daran beteiligte.
Zum Streik der Bergarbeiter der Metallgrube Broken Hill im Jahr 1909 agitierte Holland aufs bitterste gegen den Kapitalismus und rief sogar zur revolutionärer Gewalt auf. Das brachte ihm schließlich eine Verurteilung zu einer zweijährigen Haftstrafe, von der er aber nur fünf Monate absitzen musste. Eine weitere Streikniederlage im Jahr 1909 bei Newcastle brachte ihn schließlich dazu, über die Rolle der Sozialisten in der Arbeiterbewegung nachzudenken. 1910 war Holland erschöpft und mutlos und schloss den Tod als Erlösung von all seinen Problemen nicht mehr aus. Im Mai 1911 zwang ihn ein physischer Zusammenbruch und eine Knieverletzung ins Krankenhaus. Seiner Verbitterung gab er dann schließlich ein seinem 1924 veröffentlichten Werk Red roses on the highways Ausdruck.
Anfang 1912 weigerte sich Holland, seinen Sohn zum Militärdienst anzumelden, und wurde daraufhin zu einer Geldstrafe verurteilt. Er entzog sich dieser durch Auswanderung mit seiner Familie im Mai 1912 nach Neuseeland, auch um sich in den heißen Quellen von Rotorua behandeln zu lassen.

### Neuseeland
Gerade in Neuseeland angekommen, engagierte sich Holland in dem Streik in der Goldmine von Waihi, der am 13. Mai 1912 begann und bei dem ein Bergarbeiter bei einem Zusammenstoß mit der Polizei ums Leben kam. Für Holland schien sich ein bevorstehender Klassenkampf anzukündigen und er glaubte, dass die Mehrheit der Arbeiter auf seiner Seite standen und ihm folgen würden. Die Militanz der Arbeiter in den Jahren 1912 und 1913 war nur von kurzer Dauer und seine Positionen und Agitationen brachten ihn zunehmend in Konflikt mit seiner Wählerschaft und seinen Kollegen.
Im November 1913 eskalierte eine Auseinandersetzung im Hafen von Wellington zu einem Generalstreik und einem Kräftemessen zwischen der kürzlich gegründeten United Federation of Labour und dem von der Regierung unterstützten neuseeländischen Arbeitgeberverband und den Bauern. Holland wurde wegen Aufruhrs angeklagt zu 12 Monaten Gefängnis verurteilt, von dem er nur einen Teil absaß.
Mit dem Beginn des Ersten Weltkriegs brachte er die Māori-Landarbeiter auf eine kompromisslose internationale sozialistische Haltung und kandidierte im Dezember 1914 erfolglos für einen Sitz im Parlament für die Social Democratic Party des Landes. 1916 wurde die New Zealand Labour Party gegründet, der Holland beitrat. Als der erste Parteiführer der Partei, Alfred Hindmarsh im November 1918 an dem Virus der damals grassierenden Grippepandemie plötzlich verstarb, übernahm Holland im Folgejahr den Parteivorsitz und Holland wurde im Juni 1926 der Oppositionsführer seiner Partei im Parlament.
Sein politisches Engagement endete jäh als er am 8. Oktober 1933 in Huntly auf der Beerdigung des vierten Māori Königs Te Rata Mahuta einen Herzinfarkt erlitt und daran verstarb. Er wurde auf dem Friedhof Bolton Street Cemetery in Wellington beerdigt.

## Familie
Holland heiratete am 6. Oktober 1888 in Sydney Annie McLachlan, die er bei der Heilsarmee vor Ort kennen gelernt hatte. Aus der Ehe gingen drei Töchter und fünf Söhne hervor.

## Werke
- Red Roses on the Highways. Holland & Stephenson / Howard and Owen Sts., Sydney 1024 (englisch, Online  [PDF; 1,3 MB; abgerufen am 7. Juni 2020]).